# Cuatro en un jeep
Cuatro en un jeep (en alemán, Die Vier im Jeep) es un film dramático suizo de 1951 dirigida por Leopold Lindtberg y Elizabeth Montagu.

## Reparto
- Ralph Meeker como Sargento William Long
- Viveca Lindfors como Franziska Idinger
- Yossi Yadin como Sargento Vassili Voroshenko (como Yoseph Yodin)
- Michael Medwin como Sargento Harry Stuart
- Albert Dinan como Sargento Marcel Pasture
- Paulette Dubost como Germaine Pasture
- Harry Hess como Capitán R. Hammon
- Eduard Loibner como Hackl, el casero
- Hans Putz como Karl Idinger
- Geraldine Katt como Steffi, mujer de Harry

## Premios
Festival Internacional de Cine de Berlín
| Año  | Categoría                | Galardonado       | Resultado |
| ---- | ------------------------ | ----------------- | --------- |
| 1951 | Oso de Oro a Mejor Drama | Leopold Lindtberg | Ganador   |